# Sacodes tsushimensis
Sacodes tsushimensis là một loài bọ cánh cứng trong họ Scirtidae. Loài này được Yoshitomi miêu tả khoa học năm 1997.